# Shariatpur (zila)
Shariatpur (en bengalí: শরীয়তপুর) es un zila o distrito de Bangladés que forma parte de la división de Daca.
Comprende n upazilas en una superficie territorial de 1.019 km² : Bhedarganj, Damudya, Gosairhat, Shakhipur, Naria, Shariatpur y Zanjira.
La capital es la ciudad de Shariatpur.

## Upazilas con población en marzo de 2011[2]
- Bhedarganj 253,234
- Damudya 109,003
- Gosairhat 157,665
- Naria 231,644
- Shariatpur Sadar 210,259
- Zajira 194,019

## Demografía
Según estimación 2010 contaba con una población total de 1.226.646 habitantes.